# Grand Prix Formule 1 van Miami 2025
De Grand Prix Formule 1 van Miami 2025 werd verreden op 4 mei op het Miami International Autodrome in Miami Gardens, een voorstad van Miami. Het was de zesde race van het seizoen.
De Grand Prix van Miami was de tweede van zes GP-weekeinden dit jaar waarin een "Sprint" gehouden werd.
```
Een "sprint" is bijna hetzelfde als een normale race, met als groot verschil dat de wedstrijd minder lang duurt. De afstand van de sprintrace bedraagt circa 100 kilometer, de wedstrijd is daardoor van korte duur (ongeveer 30 minuten).
```

Het Grand Prix-weekeinde begint op vrijdag met de eerste vrije training van zestig minuten, daarna volgt de sprintkwalificatie die de startopstelling van de "sprint" bepaalt. 
Op zaterdagmorgen wordt de "sprint" gereden. Daarna volgt de kwalificatie die de startopstelling (inclusief mogelijke gridstraffen) bepaalt van de hoofdrace op zondag en tevens bepaalt welke coureur de term "poleposition" toegekend krijgt.
Op zondag wordt de hoofdrace gereden over een "normale" Grand Prix afstand (circa 300 kilometer) en de teams hebben een vrije bandenkeuze.

## Vrije training
- Enkel de top vijf wordt weergegeven.

| Pos. | Nr. | Coureur          | Constructeur               | Tijd     |
| ---- | --- | ---------------- | -------------------------- | -------- |
| 1    | 81  | Oscar Piastri    | McLaren-Mercedes           | 1:27.128 |
| 2    | 16  | Charles Leclerc  | Ferrari                    | 1:27.484 |
| 3    | 1   | Max Verstappen   | Red Bull Racing-Honda RBPT | 1:27.558 |
| 4    | 55  | Carlos Sainz jr. | Williams-Mercedes          | 1:27.678 |
| 5    | 23  | Alexander Albon  | Williams-Mercedes          | 1:27.955 |

## Sprintkwalificatie
| Pos.                    | Nr. | Coureur           | Constructeur               | Kwalificatietijden | Kwalificatietijden | Kwalificatietijden | Grid   |
| Pos.                    | Nr. | Coureur           | Constructeur               | SQ1                | SQ2                | SQ3                | Grid   |
| ----------------------- | --- | ----------------- | -------------------------- | ------------------ | ------------------ | ------------------ | ------ |
| 1                       | 12  | Kimi Antonelli    | Mercedes                   | 1:27.858           | 1:27.384           | 1:26.482           | 1      |
| 2                       | 81  | Oscar Piastri     | McLaren-Mercedes           | 1:27.951           | 1:27.354           | 1:26.527           | 2      |
| 3                       | 4   | Lando Norris      | McLaren-Mercedes           | 1:27.890           | 1:27.109           | 1:26.582           | 3      |
| 4                       | 1   | Max Verstappen    | Red Bull Racing-Honda RBPT | 1:27.953           | 1:27.245           | 1:26.737           | 4      |
| 5                       | 63  | George Russell    | Mercedes                   | 1:27.688           | 1:27.666           | 1:26.791           | 5      |
| 6                       | 16  | Charles Leclerc   | Ferrari                    | 1:28.325           | 1:27.467           | 1:26.808           | 6      |
| 7                       | 44  | Lewis Hamilton    | Ferrari                    | 1:28.231           | 1:27.546           | 1:27.030           | 7      |
| 8                       | 23  | Alexander Albon   | Williams-Mercedes          | 1:27.859           | 1:27.697           | 1:27.193           | 8      |
| 9                       | 6   | Isack Hadjar      | Racing Bulls-Honda RBPT    | 1:28.394           | 1:27.773           | 1:27.543           | 9      |
| 10                      | 14  | Fernando Alonso   | Aston Martin-Mercedes      | 1:28.455           | 1:27.766           | 1:27.790           | 10     |
| 11                      | 27  | Nico Hülkenberg   | Kick Sauber-Ferrari        | 1:28.542           | 1:27.850           |                    | 11     |
| 12                      | 31  | Esteban Ocon      | Haas-Ferrari               | 1:28.303           | 1:28.070           |                    | 12     |
| 13                      | 10  | Pierre Gasly      | Alpine-Renault             | 1:28.345           | 1:28.167           |                    | 13     |
| 14                      | 30  | Liam Lawson       | Racing Bulls-Honda RBPT    | 1:28.914           | 1:28.375           |                    | 14     |
| 15                      | 55  | Carlos Sainz jr.  | Williams-Mercedes          | 1:27.899           | Geen tijd          |                    | 15     |
| 16                      | 18  | Lance Stroll      | Aston Martin-Mercedes      | 1:29.028           |                    |                    | 16     |
| 17                      | 7   | Jack Doohan       | Alpine-Renault             | 1:29.171           |                    |                    | 17     |
| 18                      | 22  | Yuki Tsunoda      | Red Bull Racing-Honda RBPT | 1:29.246           |                    |                    | Pit *1 |
| 19                      | 5   | Gabriel Bortoleto | Kick Sauber-Ferrari        | 1:29.312           |                    |                    | 18     |
| 20                      | 87  | Oliver Bearman    | Haas-Ferrari               | 1:29.825           |                    |                    | 19     |
| SQ1 107% tijd: 1:33.826 |     |                   |                            |                    |                    |                    |        |
| Bron: formula1.com      |     |                   |                            |                    |                    |                    |        |

*1 Yuki Tsunoda moest vanuit de pit starten omdat er aan zijn wagen is gewerkt onder Parc fermé condities.

## Sprint
Lando Norris won voor de tweede keer in zijn carrière een sprint.
| Pos.               | Nr. | Coureur           | Constructeur               | Rondes | Tijd / Oorzaak Uitval | Grid | Punten |
| ------------------ | --- | ----------------- | -------------------------- | ------ | --------------------- | ---- | ------ |
| 1                  | 4   | Lando Norris      | McLaren-Mercedes           | 18     | 36:37.647             | 3    | 8      |
| 2                  | 81  | Oscar Piastri     | McLaren-Mercedes           | 18     | +0.672                | 2    | 7      |
| 3                  | 44  | Lewis Hamilton    | Ferrari                    | 18     | +1.073                | 7    | 6S     |
| 4                  | 63  | George Russell    | Mercedes                   | 18     | +3.127                | 5    | 5      |
| 5                  | 18  | Lance Stroll      | Aston Martin-Mercedes      | 18     | +3.412                | 16   | 4      |
| 6                  | 22  | Yuki Tsunoda      | Red Bull Racing-Honda RBPT | 18     | +5.153                | Pit  | 3      |
| 7                  | 12  | Kimi Antonelli    | Mercedes                   | 18     | +5.635                | 1    | 2      |
| 8                  | 10  | Pierre Gasly      | Alpine-Renault             | 18     | +5.973                | 13   | 1      |
| 9                  | 27  | Nico Hülkenberg   | Kick Sauber-Ferrari        | 18     | +6.153                | 11   |        |
| 10                 | 6   | Isack Hadjar      | Racing Bulls-Honda RBPT    | 18     | +7.502                | 9    |        |
| 11                 | 23  | Alexander Albon   | Williams-Mercedes          | 18     | +7.552 *1             | 8    |        |
| 12                 | 31  | Esteban Ocon      | Haas-Ferrari               | 18     | +8.998                | 12   |        |
| 13                 | 30  | Liam Lawson       | Racing Bulls-Honda RBPT    | 18     | +9.024 *2             | 14   |        |
| 14                 | 87  | Oliver Bearman    | Haas-Ferrari               | 18     | +9.218 *3             | 19   |        |
| 15                 | 5   | Gabriel Bortoleto | Kick Sauber-Ferrari        | 18     | +9.675                | 18   |        |
| 16                 | 7   | Jack Doohan       | Alpine-Renault             | 18     | +9.909                | 17   |        |
| 17                 | 1   | Max Verstappen    | Red Bull Racing-Honda RBPT | 18     | +12.059 *4            | 4    |        |
| DNF                | 14  | Fernando Alonso   | Aston Martin-Mercedes      | 13     | Ongeluk               | 10   |        |
| DNF                | 55  | Carlos Sainz jr.  | Williams-Mercedes          | 12     | Ongeluk               | 15   |        |
| DNS                | 16  | Charles Leclerc   | Ferrari                    | 0      | Ongeluk               | – *5 |        |
| Bron: formula1.com |     |                   |                            |        |                       |      |        |

S Lewis Hamilton reed in ronde 13 de snelste ronde in 1:36.368.

*1 Alexander Albon eindigde de sprint als vijfde maar kreeg een tijdstraf van vijf seconden voor een overtreding van de safety car regels, hij voldeed niet aan de eis om boven de minimum rondetijd te blijven.

*2 Liam Lawson eindigde de sprint als achtste maar kreeg een tijdstraf van vijf seconden voor het veroorzaken van een botsing met Fernando Alonso.

*3 Oliver Bearman eindigde de sprint als negende maar kreeg een tijdstraf van vijf seconden omdat zijn auto onveilig werd vrijgelaten vanuit de pit.

*4 Max Verstappen eindigde de sprint als vierde maar kreeg een tijdstraf van tien seconden omdat zijn auto onveilig werd vrijgelaten vanuit de pit.

*5  Charles Leclerc zou vanaf de zesde plaats starten maar reed tegen de muur op weg naar de grid. Zijn plaats op de grid bleef leeg.

## Kwalificatie
Max Verstappen behaalde de drieënveertigste pole position in zijn carrière.
| Pos.                   | Nr. | Coureur           | Constructeur               | Kwalificatietijden | Kwalificatietijden | Kwalificatietijden | Grid   |
| Pos.                   | Nr. | Coureur           | Constructeur               | Q1                 | Q2                 | Q3                 | Grid   |
| ---------------------- | --- | ----------------- | -------------------------- | ------------------ | ------------------ | ------------------ | ------ |
| 1                      | 1   | Max Verstappen    | Red Bull Racing-Honda RBPT | 1:26.870           | 1:26.643           | 1:26.204           | 1      |
| 2                      | 4   | Lando Norris      | McLaren-Mercedes           | 1:26.955           | 1:26.499           | 1:26.269           | 2      |
| 3                      | 12  | Kimi Antonelli    | Mercedes                   | 1:27.077           | 1:26.606           | 1:26.271           | 3      |
| 4                      | 81  | Oscar Piastri     | McLaren-Mercedes           | 1:27.006           | 1:26.269           | 1:26.375           | 4      |
| 5                      | 63  | George Russell    | Mercedes                   | 1:27.014           | 1:26.575           | 1:26.385           | 5      |
| 6                      | 55  | Carlos Sainz jr.  | Williams-Mercedes          | 1:27.098           | 1:26.847           | 1:26.569           | 6      |
| 7                      | 23  | Alexander Albon   | Williams-Mercedes          | 1:27.042           | 1:26.855           | 1:26.682           | 7      |
| 8                      | 16  | Charles Leclerc   | Ferrari                    | 1:27.417           | 1:26.948           | 1:26.754           | 8      |
| 9                      | 31  | Esteban Ocon      | Haas-Ferrari               | 1:27.450           | 1:26.967           | 1:26.824           | 9      |
| 10                     | 22  | Yuki Tsunoda      | Red Bull Racing-Honda RBPT | 1:27.298           | 1:26.959           | 1:26.943           | 10     |
| 11                     | 6   | Isack Hadjar      | Racing Bulls-Honda RBPT    | 1:27.301           | 1:26.987           |                    | 11     |
| 12                     | 44  | Lewis Hamilton    | Ferrari                    | 1:27.279           | 1:27.006           |                    | 12     |
| 13                     | 5   | Gabriel Bortoleto | Kick Sauber-Ferrari        | 1:27.343           | 1:27.151           |                    | 13     |
| 14                     | 7   | Jack Doohan       | Alpine-Renault             | 1:27.422           | 1:27.186           |                    | 14     |
| 15                     | 30  | Liam Lawson       | Racing Bulls-Honda RBPT    | 1:27.444           | 1:27.363           |                    | 15     |
| 16                     | 27  | Nico Hülkenberg   | Kick Sauber-Ferrari        | 1:27.473           |                    |                    | 16     |
| 17                     | 14  | Fernando Alonso   | Aston Martin-Mercedes      | 1:27.604           |                    |                    | 17     |
| 18                     | 10  | Pierre Gasly      | Alpine-Renault             | 1:27.710           |                    |                    | Pit *1 |
| 19                     | 18  | Lance Stroll      | Aston Martin-Mercedes      | 1:27.830           |                    |                    | 18     |
| 20                     | 87  | Oliver Bearman    | Haas-Ferrari               | 1:27.999           |                    |                    | 19     |
| Q1 107% tijd: 1:32.950 |     |                   |                            |                    |                    |                    |        |
| Bron: formula1.com     |     |                   |                            |                    |                    |                    |        |

*1 Pierre Gasly moest vanuit de pit starten omdat er aan zijn wagen is gewerkt onder Parc fermé condities.

## Wedstrijd
Oscar Piastri behaalde de zesde Grand Prix-overwinning in zijn carrière.
| Pos.               | Nr. | Coureur           | Constructeur               | Rondes | Tijd / Oorzaak Uitval   | Grid | Punten |
| ------------------ | --- | ----------------- | -------------------------- | ------ | ----------------------- | ---- | ------ |
| 1                  | 81  | Oscar Piastri     | McLaren-Mercedes           | 57     | 1:28:51.587             | 4    | 25     |
| 2                  | 4   | Lando Norris      | McLaren-Mercedes           | 57     | +4.630                  | 2    | 18 S   |
| 3                  | 63  | George Russell    | Mercedes                   | 57     | +37.644                 | 5    | 15     |
| 4                  | 1   | Max Verstappen    | Red Bull Racing-Honda RBPT | 57     | +39.956                 | 1    | 12     |
| 5                  | 23  | Alexander Albon   | Williams-Mercedes          | 57     | +48.067                 | 7    | 10     |
| 6                  | 12  | Kimi Antonelli    | Mercedes                   | 57     | +55.502                 | 3    | 8      |
| 7                  | 16  | Charles Leclerc   | Ferrari                    | 57     | +57.036                 | 8    | 6      |
| 8                  | 44  | Lewis Hamilton    | Ferrari                    | 57     | +1:00.186               | 12   | 4      |
| 9                  | 55  | Carlos Sainz jr.  | Williams-Mercedes          | 57     | +1:00.577               | 6    | 2      |
| 10                 | 22  | Yuki Tsunoda      | Red Bull Racing-Honda RBPT | 57     | +1:14.434 *1            | 10   | 1      |
| 11                 | 6   | Isack Hadjar      | Racing Bulls-Honda RBPT    | 57     | +1:14.602               | 11   |        |
| 12                 | 31  | Esteban Ocon      | Haas-Ferrari               | 57     | +1:22.006               | 9    |        |
| 13                 | 10  | Pierre Gasly      | Alpine-Renault             | 57     | +1:30.445               | Pit  |        |
| 14                 | 27  | Nico Hülkenberg   | Kick Sauber-Ferrari        | 56     | +1 ronde                | 16   |        |
| 15                 | 14  | Fernando Alonso   | Aston Martin-Mercedes      | 56     | +1 ronde                | 17   |        |
| 16                 | 18  | Lance Stroll      | Aston Martin-Mercedes      | 56     | +1 ronde                | 18   |        |
| DNF                | 30  | Liam Lawson       | Racing Bulls-Honda RBPT    | 36     | Botsingschade           | 15   |        |
| DNF                | 5   | Gabriel Bortoleto | Kick Sauber-Ferrari        | 30     | Motor                   | 13   |        |
| DNF                | 87  | Oliver Bearman    | Haas-Ferrari               | 27     | Motor                   | 19   |        |
| DNF                | 7   | Jack Doohan       | Alpine-Renault             | 0      | Lekke band door botsing | 14   |        |
| Bron: formula1.com |     |                   |                            |        |                         |      |        |

S Lando Norris reed voor de zestiende keer in zijn carrière een snelste ronde.

*1 Yuki Tsunoda kreeg een tijdstraf van vijf seconden voor te hard rijden in de pitstraat, dit had geen gevolgen voor de positie in de einduitslag.

## Tussenstanden wereldkampioenschap
Betreft tussenstanden voor het wereldkampioenschap na afloop van de race.

### Coureurs
| Pos. | Nr. | Coureur           | Constructeur               | Punten |
| ---- | --- | ----------------- | -------------------------- | ------ |
| 1    | 81  | Oscar Piastri     | McLaren-Mercedes           | 131    |
| 2    | 4   | Lando Norris      | McLaren-Mercedes           | 115    |
| 3    | 1   | Max Verstappen    | Red Bull Racing-Honda RBPT | 99     |
| 4    | 63  | George Russell    | Mercedes                   | 93     |
| 5    | 16  | Charles Leclerc   | Ferrari                    | 53     |
| 6    | 12  | Kimi Antonelli    | Mercedes                   | 48     |
| 7    | 44  | Lewis Hamilton    | Ferrari                    | 41     |
| 8    | 23  | Alexander Albon   | Williams-Mercedes          | 30     |
| 9    | 31  | Esteban Ocon      | Haas-Ferrari               | 14     |
| 10   | 18  | Lance Stroll      | Aston Martin-Mercedes      | 14     |
| 11   | 22  | Yuki Tsunoda      | Red Bull Racing-Honda RBPT | 9      |
| 12   | 10  | Pierre Gasly      | Alpine-Renault             | 7      |
| 13   | 55  | Carlos Sainz jr.  | Williams-Mercedes          | 7      |
| 14   | 27  | Nico Hülkenberg   | Kick Sauber-Ferrari        | 6      |
| 15   | 87  | Oliver Bearman    | Haas-Ferrari               | 6      |
| 16   | 6   | Isack Hadjar      | Racing Bulls-Honda RBPT    | 5      |
| 17   | 14  | Fernando Alonso   | Aston Martin-Mercedes      | 0      |
| 18   | 30  | Liam Lawson       | Racing Bulls-Honda RBPT    | 0      |
| 19   | 7   | Jack Doohan       | Alpine-Renault             | 0      |
| 20   | 5   | Gabriel Bortoleto | Kick Sauber-Ferrari        | 0      |

### Constructeurs
| Pos. | Constructeur               | Punten |
| ---- | -------------------------- | ------ |
| 1    | McLaren-Mercedes           | 246    |
| 2    | Mercedes                   | 141    |
| 3    | Red Bull Racing-Honda RBPT | 105    |
| 4    | Ferrari                    | 94     |
| 5    | Williams-Mercedes          | 37     |
| 6    | Haas-Ferrari               | 20     |
| 7    | Aston Martin-Mercedes      | 14     |
| 8    | Racing Bulls-Honda RBPT    | 8      |
| 9    | Alpine-Renault             | 7      |
| 10   | Kick Sauber-Ferrari        | 6      |